# Självdeklaration
Självdeklaration, deklaration, är de uppgifter som en skattskyldig fysisk eller juridisk person lämnar till skattemyndigheten en gång om året för att kunna fastställa hur mycket skatt den skattskyldige skall betala.

## Sverige
År 1902 fattade riksdagen beslut om att införa statlig progressiv inkomstskatt och deklarationsplikt i Sverige. Misslyckade försök hade gjorts tidigare. Första gången svenskarna deklarerade var 1903.
Blanketten för självdeklarationen har numera rubriken inkomstdeklaration, även om ordet självdeklaration används i skattelagstiftningen.
Skatteverket får numera inkomst- och andra uppgifter från arbetsgivare, försäkringsbolag och banker och skickar därför en förifylld deklaration till fysiska personer som bara behöver kontrollera och eventuellt komplettera uppgifterna. Uppgifterna skickas ut på pappersblankett eller till digital brevlåda i mars och april. Därefter ska uppgifterna godkännas via app, e-tjänst, sms, telefon eller fysisk post. Självdeklarationen för privatpersoner och enskilda näringsidkare kallas inkomstdeklaration 1 och lämnas till Skatteverket senast den första helgfria vardagen i maj om det inte är en fredag, då det blir på måndagen. Inkommer den senare till Skatteverket utgår en förseningsavgift. Därefter skickar Skatteverket ut ett slutskattebesked. Eventuell kvarskatt betalas in via Swish eller bankgiro, medan Skatteverket betalar ut eventuell skatteåterbäring till anmält bankkonto.

## Norge
"Selvangivelsen" skall innehålla all inkomst från arbetsgivare, velfärdsstød, banker, försäkringsbolag, Verdipapirsentralen.
Den skickas ut från och med 22 mars och över en period på 3 veckor, dock inte påskveckan. Endast om informationen inte stämmer måste man lämna tillbaka den. Det kan man göra via internet.